# Rosario Lufrano
Rosario Lufrano (Lanús, Provincia de Buenos Aires, 8 de enero de 1962) es una periodista y conductora argentina.

## Trayectoria

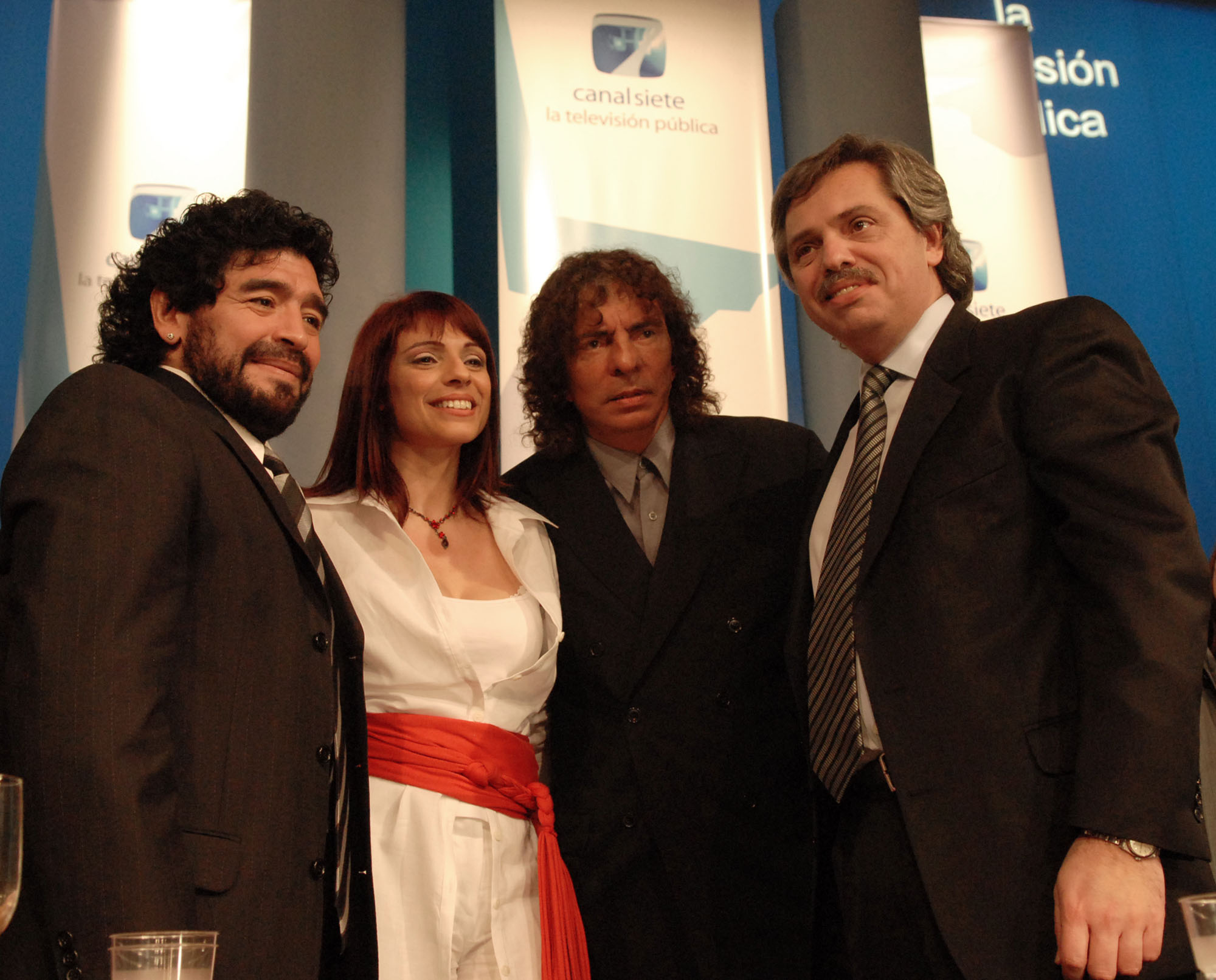
Diego Maradona, Rosario Lufrano, Alejandro Dolina y Alberto Fernández en la presentación de la nueva programación de Canal 7 en 2006.

Se recibió de periodista en la Universidad Nacional de Lomas de Zamora. Su carrera profesional comenzó en Radio Belgrano, en 1983, pocos días después del retorno de la democracia. Más tarde trabajó en Radio Mitre[cita requerida] y tuvo una breve incursión en el periodismo gráfico. También condujo ciclos en Radio Continental y Radio América. 
En televisión, comenzó conduciendo el noticiero central de Cablevisión Noticias. Fue conductora de la edición Vespertina de Telefe Noticias junto a Franco Salomone, y realizó en este canal el programa de investigación periodística "Primera Noche". Tiempo después, encabezó América Noticias y después llegaría a Canal 7 en diciembre de 2003 para conducir la edición nocturna de Visión 7. 
En 2006, realizó en Radio Nacional el ciclo "Rosario de Ideas" y en el mes de mayo de ese mismo año asumió el cargo de Directora Ejecutiva de Canal 7 con el objetivo de hacer de ese canal "la TV Pública". El 24 de julio de 2008 presentó su renuncia y en pocas horas se desvinculó de Canal 7.
Realizó programas periodísticos en el prime time de Radio América y actualmente conduce "Digo lo que pienso" en Radio Rivadavia a través del cual emitió los documentales " 30 años de Democracia: La Historia de Todos" Este último documental fue recibido por el papa Francisco en Roma, momento en que la periodista pudo dialogar con el sumo pontífice.[cita requerida]
En 2015 recibió el segundo Oro en el Festival de Nueva York por el mismo trabajo respecto a la trata de personas, flagelo que ha hecho que la Argentina se convierta en Trata de personas en Argentina. También en 2015 fue premiada con el Martín Fierro por la labor periodística femenina en radio del año. En 2016 volvió a ganar el Oro en Nueva York, en esta oportunidad por el documental sobre femicidio "La mate porque era mía" que destaca a través de diferentes testimonios la realidad de ese flagelo en la Argentina donde una mujer muere cada treinta horas víctima de violencia extrema.
En agosto de ese mismo año conduce un programa en CN23 llamado "Digo lo que pienso" los miércoles a las 22:00.
En 2017 conduce en Radio Rivadavia su programa "Digo lo que pienso" de 6 a 8:30, de lunes a viernes y recibe un nuevo premio en el Festival de Nueva York por su documental sobre violencia urbana "Ciudad de corazones perdidos".
En diciembre de 2017 inauguró el sitio ciceron.com.ar dedicado a temas de la justicia y la política.[cita requerida]
En agosto de 2018, Rosario Lufrano regresó a la televisión a Crónica HD de lunes a viernes a las 21:00 con el programa Hay otra historia.
En diciembre de 2019, se anunció su designación como presidenta de Radio y Televisión Argentina.

## Trabajos como periodista
- Radio Belgrano
- Radio Mitre
- Telefe: Telefe Noticias (1990-1998)
- Red de Noticias (1993-1998)
- Radio Continental
- Radio América
- América TV: América Noticias (2001)
- Canal 7: Visión 7 (2003-2008)
- Radio Nacional
- Radio Rivadavia
- CN23
- Crónica TV: Hay otra historia (2018)

### Vídeos
- Imágenes de TELEFE NOTICIAS (1992)
- Rosario Lufrano interviene en los 200 Programas de Mañana Vemos en Canal 7 (2007)
- Entrevista a Rosario Lufrano durante la Campaña a Presidente (2007)

- Datos: Q6112381
- Multimedia: Rosario Lufrano / Q6112381